# Зімбабвійська кухня
Зімбабві́йська ку́хня — національна кухня Зімбабве.
Зімбабвійська кухня представлена в основному сумішшю м'якої британської і важкої африканської їжі. Основна дієтична страва — садза (sadza) — каша з білого маїсу, який використовується у приготуванні більшості місцевих наїдків. Другий важливий компонент — ніама (nyama) — м'ясо, зазвичай курка чи свинина, а також крокодил, куду або імпала. Використання фруктів і овочів обмежене.

Пиво — алкогольний напій, який найбільше споживається в країні. Традиційне маїсове пиво — «вхавха» (whawha) — готується у великих кількостях до свят або визначних подій.